# Batalla de Skra-di-Legen
La Batalla de Skra di Legen fue una batalla terrestre, de dos días de duración, que tuvo lugar durante la Primera Guerra Mundial en el frente balcánico de Macedonia, alrededor de la posición fortificada de Skra di Legen, una cumbre del macizo montañoso de Páiko, al noreste de Tesalónica, donde las tropas griegas, apoyadas por una brigada francesa, obtuvieron una victoria sobre las fuerzas búlgaras. 

## El campo de batalla

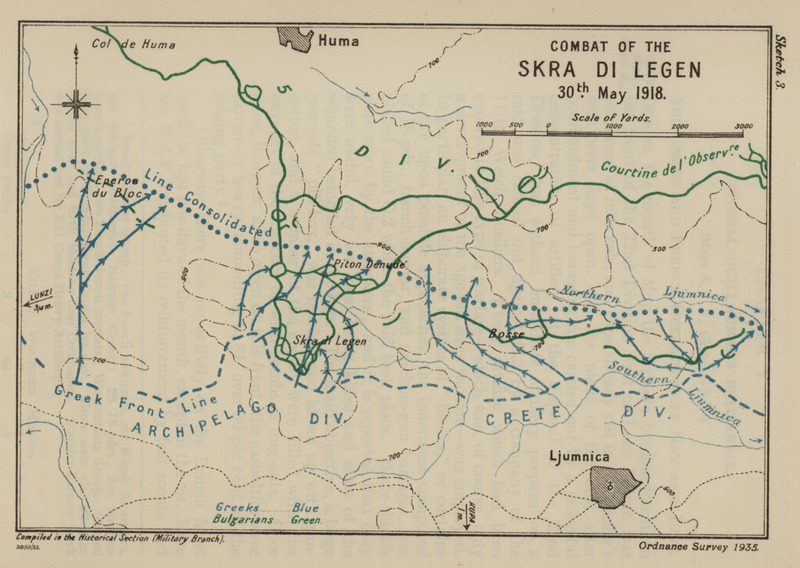
Mapa de la época de la Primera Guerra Mundial mostrando la batalla de Skra di Legen

La posición de Skra di Legen era un punto culminante y estratégico que permitía controlar el paso de tropas y ofrecía un excelente punto de observación, situado en las proximidades del actual pueblo de Skra, entonces llamado Lioumnitza.
La configuración del terreno era muy accidentada, con pendientes abruptas, barrancos, cimas inaccesibles, peñascos y zonas infranqueables; además, estas defensas naturales habían sido reforzadas por importantes fortificaciones.

## La ofensiva de 1917
La posición ya había sufrido una ofensiva por parte de las fuerzas franco-griegas en mayo de 1917, en la que no consiguieron apoderarse más que de una parte de las posiciones. Tras meses de combate, la situación se estabilizó y los dos bandos procedieron a realizar trabajos de mantenimiento de sus posiciones.·
Las tropas búlgaras reorganizaron sus defensas en una fortificación militar con profundas trincheras y protecciones detrás de las líneas que formaban las alambradas de espinos.

## La batalla
Se lanzó una nueva ofensiva en la primavera de 1918, principalmente confiada al Ejército del Gobierno de Defensa Nacional Griego, formado por tres divisiones: la División del Archipiélago bajo el mando del General Ioannou, la División Creta a las órdenes del General Panagiotis Spiliadis y la División Serrès al mando del Teniente coronel P. Gardicas. 

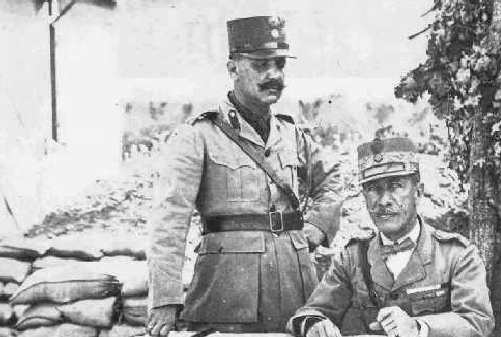
El general al mando de las fuerzas griegas Emmanuel Zymvrakakis (sentado).

El primer día, el 29 de mayo de 1918, los 430 cañones de la artillería aliada bombardearon de forma continua las fortificaciones para intentar destruirlas antes del ataque.
El segundo día, las tres divisiones griegas, en el centro de la línea de frente, pasaron al ataque con la misión de desalojar a los búlgaros y tomar la posición principal. Al inicio del ataque general, se cometió un error táctico: un sargento griego dio la señal de ataque con una media hora de anticipación y la artillería ligera abrió el fuego, sin esperar al asalto de la infantería, para protegerlos. Este error impidió el intento de crear el efecto de un ataque sorpresa y dio a los búlgaros el tiempo necesario para prepararse.
Sin embargo, el Comandante Nikolaos Plastiras con parte de la División Archipiélago, en primera línea, se distinguió por su valentía y empeño en acercarse al enemigo a distancia de tiro. Su batallón franqueó las siete líneas de defensa búlgaras y, penetrando una distancia de 1500 metros, atacó al enemigo por el flanco y lo rodeó. Un primer objetivo del plan general se había conseguido. Esa brecha abierta en las líneas búlgaras jugaría un papel decisivo en la victoria final.
Mientras tanto, la artillería griega continuaba disparando sobre las posiciones ahora tomadas por la División Archipiélago; Plastiras se vio obligado a enviar un mensaje al puesto de mando para pedir que la artillería cesase el fuego, y dio la orden de perseguir al enemigo, que se batía en retirada.
Sin embargo, la victoria fue sangrienta; según un historiador, hubo 2800 bajas, entre muertos y heridos, en las filas del ejército griego.

## Consecuencias
Esta batalla fue la primera participación decisiva de Grecia en la Primera Guerra Mundial. El general francés Adolphe Guillaumat, general en jefe de las fuerzas aliadas, reconoció públicamente la importancia de la contribución de las fuerzas griegas en esta victoria, afirmó: «La victoria de Skra es tan gloriosa como la toma de Mort-Homme ante Verdun». El general inglés George Milne escribió al general griego Panagiótis Danglís: «Sin la ayuda de las fuerzas griegas, no habría sido posible conseguir esta victoria».
Sin embargo, la victoria de Skra no fue suficiente para neutralizar completamente a las fuerzas germano-búlgaras; será necesario que las fuerzas francesas y serbias, más al norte, lancen nuevos ataques en septiembre de 1918 contra los picos de Sokol, Dobropoli, Vetrenik y Koziakas, para romper sus líneas de defensa.

## Anexos
- Anexo:Batallas del siglo XX